# Черетто-Ломеллина
Черетто-Ломеллина (итал. Ceretto Lomellina) — коммуна в Италии, находится в регионе Ломбардия, в провинции Павия.
Население составляет 211 человек (2008), плотность населения составляет 30 чел./км². Занимает площадь 7 км². Почтовый индекс — 27030. Телефонный код — 0384.
Покровителем коммуны почитается святой апостол Пётр, празднование в первое воскресенье сентября.

## Демография
Динамика населения:

## Администрация коммуны
- Официальный сайт: